# Речицапиво
ЗАО «Бобруйский бровар» — пивоваренное предприятие в Речице Гомельской области. С 2008 года принадлежала компании Heineken, которая в 2013 году прекратила производство пива и кваса на предприятии. C 2017 года принадлежит и управляется группой Oasis.

## История
Речицкий пивоваренный завод был построен в 1975 году по аналогичному с бобруйским проекту. Именно здесь впервые в Беларуси появилась линия по выпуску пива в жестяной банке. Продукция «Речицапиво» активно экспортировалась в Россию.
В 1996 году завод был преобразован в акционерное общество, в 2000 стал совместным белорусско-литовским предприятием и одним из первых в стране взялся за модернизацию производства. Были приобретены кеговая установка — некоторое время самая мощная в Беларуси (120 кег/час) — и не менее мощная линия по розливу пива в стеклянную бутылку.
В 2005 году предприятие впервые предложило потребителю белорусское пиво премиум-класса — бренд «Лебенбир», открыв тем самым в национальном пивном производстве сегмент «премиум».
В мае 2008 года группа компаний Heineken выкупила 51 % акций речицкого пивзавода за 9,9 миллионов долларов США. К 2010 году Heineken выкупила акции миноритарных акционеров, в результате став владельцем 95,4 % уставного фонда предприятия. В мае 2011 года работники предприятия провели предупредительную забастовку из-за невыплаты премиальных. В августе 2013 года компания Heineken приняла решение перенести мощности по производству пива и кваса из Речицы на другой свой завод в Бобруйске, оставив в Речице склад, солодовню и центр дистрибуции. Количество персонала снизилось со 160 до 90 человек.
C 2017 года «Речицапиво» принадлежит и управляется компанией Oasis (до переименования — Detroit Investmеnts), которой концерн Heineken N.V. продал все свои активы в Беларуси.

## Продукция (до закрытия)
До перехода под контроль Heineken предприятие выпускало 13 сортов пива:
- Речицкое
  - Белый бархат
  - Золотистое
  - Светлое
  - Янтарное
  - Хмельное
  - Живое
  - Темное
- Лебенбир
- Днепровское (с 1994[5])
  - Светлое
  - Крепкое
- BergG (тёмное пиво, с 2007[6])
  - Lager
  - Classic
  - Porter

После покупки предприятия компания Heineken начала модернизацию производства. Из старых марок «Речицапиво» на заводах Heineken в Бобруйске и Речице производят пиво «Речицкое» и «Днепровское», последнее в 2012 году переименовано в «Днепро».
Кроме пива на заводе в Речице производился квас «Хатні».

## Доля на рынке
Доля «Речицапиво» в общем объёме производства пива в Белоруссии составляла:
- 2006 — 6,8 %.
- 2007 — 8,1 %.
- 2008 — 7,4 %.
- 2011 — 0,5 %.